# Kluivert Mitchel
Kluivert Mitchel, né le 23 janvier 2000 à Mon Repos (en), est un coureur cycliste saint-lucien.

## Biographie
En 2017, Kluivert Mitchel est sacré champion de Sainte-Lucie sur route dans la catégorie juniors (moins de 19 ans). Il effectue également un stage au Centre mondial du cyclisme en Suisse. L'année suivante, il prend la 43e place du kilomètre aux championnats du monde sur piste juniors. Il représente ensuite son pays aux championnats des Caraïbes de 2019, où il se classe 21e du contre-la-montre et 29e de la course en ligne. 
Lors de la saison 2023, il se distingue en devenant double champion national chez les élites, dans la course en ligne et le contre-la-montre. Il prend aussi le départ des championnats du monde à Glasgow. Engagé sur le contre-la-montre, il termine 67e sur 77 coureurs classés, à près de vingt minutes du vainqueur Remco Evenepoel. 

## Palmarès
- 2016
  - 75K Road Race[5]
- 2017
  -  Champion de Sainte-Lucie sur route juniors
  - 3e du championnat de Sainte-Lucie sur route
- 2023
  -  Champion de Sainte-Lucie sur route
  -  Champion de Sainte-Lucie du contre-la-montre
  - Easter Cycle Race[6]
  - SLCA Road Race[7]